# Collegio di Ayr, Carrick and Cumnock
Ayr, Carrick and Cumnock è un collegio elettorale scozzese della Camera dei Comuni del Parlamento del Regno Unito. Elegge un membro del Parlamento con il sistema maggioritario a turno unico. Il rappresentante del collegio, dal 2024, è la laburista Elaine Stewart.

## Estensione
Come stabilito dalla quinta revisione dei collegi britannici, Ayr, Carrick and Cumnock copre i seguenti ward dell'Ayrshire Meridionale: Ayr Whitletts, Ayr Lochside, Ayr Newton, Ayr Craigie, Ayr Central, Ayr Fort, Ayr Forehill, Ayr Masonhill, Ayr Belmont, Ayr Old Belmont, Ayr Rozelle, Ayr Doonfoot e Seafield, Coylton and Minishant, North Carrick and Maybole West, North Carrick and Maybole East, South Carrick, Girvan Ailsa e Girvan Glendoune più i ward dell'Ayrshire Orientale di Patna and Dalrymple, Dalmellington, Drongan, Stair and Rankinston, Ochiltree, Skares, Netherthird and Craigens, New Cumnock; Cumnock East e Cumnock West.
Il collegio copre circa tre quinti dell'area dell'Ayrshire Meridionale e un quinto dell'Ayrshire Orientale, con la restante porzione dell'Ayrshire Meridionale che rimane nel collegio di Central Ayrshire, e la parte restante dell'Ayrshire Orientale che è inclusa in Kilmarnock and Loudoun.

## Profilo

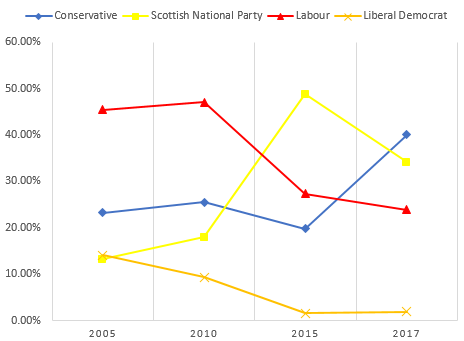
Grafico delle elezioni a Ayr, Carrick and Cumnock dal 2005

Nel 2005 circa due terzi dell'ex collegio di Carrick, Cumnock and Doon Valley fu aggregato a un terzo dell'ex seggio di Ayr per costituire Ayr, Carrick and Cumnock.
Ayr è una grande città situata nel nord-ovest del collegio, consistente di un misto di tenute della classe più alta, e della ricca classe media. La città è stata tradizionalmente una roccaforte conservatrice, con i laburisti e più recentemente il SNP che hanno ottenuto buoni risultati nel nord della città e in alcune parti orientali, e i conservatori hanno invece ottenuto i migliori risultati nel sud e sud-ovest della città. Dall'istituzione del collegio di Ayr, Carrick and Cumnock nel 2005, il sostegno conservatore è cresciuto intorno alla città di Ayr, che rimane la parte migliore del collegio per il Partito Conservatore.
A sud della città vi è la regione meno sviluppata, quella di Carrick, che è tradizionalmente più legata ai laburisti, e più recentemente al SNP. a livello licale, Carrick è stata rappresentata dal partito Laburista, con i conservatori che hanno ottenuto migliori performance intorno alla parte nord di Girvan e nelle aree rurali, mentre i laburisti e più recentemente il SNP hanno ottenuto più voti a Maybole e nella parte sud di Girvan. Inoltre, il collegio si estende verso est da Ayr per coprire il villaggio di Coylton.
Più a est, il collegio si estende nella parte sud dell'Ayrshire Orientale per coprire una serie di ex comunità minerarie intorno a Cumnock and Doon Valley, area tradizionalmente legata ai laburisti.

## Membri del Parlamento
| Elezione | Elezione | Deputato       | Partito      |
| -------- | -------- | -------------- | ------------ |
|          | 2005     | Sandra Osborne | Laburista    |
|          | 2015     | Corri Wilson   | SNP          |
|          | 2017     | Bill Grant     | Conservatore |
|          | 2019     | Allan Dorans   | SNP          |
|          | 2024     | Elaine Stewart | Laburista    |

## Risultati elettorali

### Elezioni negli anni 2020
| Partito                    | Partito                                  | Candidato                  | Risultati 4 luglio 2024 | Risultati 4 luglio 2024 |
| Partito                    | Partito                                  | Candidato                  | Voti                    | %                       |
| -------------------------- | ---------------------------------------- | -------------------------- | ----------------------- | ----------------------- |
|                            | Laburista                                | Elaine Stewart             | 14 930                  | 36,47                   |
|                            | SNP                                      | Allan Dorans               | 10 776                  | 26,32                   |
|                            | Conservatore                             | Martin Dowey               | 9 247                   | 22,59                   |
|                            | Reform UK                                | Andrew Russell             | 3 544                   | 8,66                    |
|                            | Lib Dem                                  | Paul Kennedy               | 1 081                   | 2,64                    |
|                            | Verde                                    | Korin Vallance             | 886                     | 2,16                    |
|                            | Alba                                     | Corri Wilson               | 472                     | 1,15                    |
|                            |                                          |                            |                         |                         |
| Iscritti                   | Iscritti                                 | Iscritti                   | 70 366                  | 100,00                  |
| ↳ Votanti (% su iscritti)  | ↳ Votanti (% su iscritti)                | ↳ Votanti (% su iscritti)  | 40 936                  | 58,18                   |
| ↳ Astenuti (% su iscritti) | ↳ Astenuti (% su iscritti)               | ↳ Astenuti (% su iscritti) | 29 430                  | 41,82                   |
|                            |                                          |                            |                         |                         |
|                            | Esito: collegio passa da SNP a Laburista |                            |                         |                         |

### Elezioni negli anni 2010
| Partito                    | Partito                                     | Candidato                  | Risultati 12 dicembre 2019 | Risultati 12 dicembre 2019 |
| Partito                    | Partito                                     | Candidato                  | Voti                       | %                          |
| -------------------------- | ------------------------------------------- | -------------------------- | -------------------------- | -------------------------- |
|                            | SNP                                         | Allan Dorans               | 20 272                     | 43,51                      |
|                            | Conservatore                                | Martin Dowey               | 17 943                     | 38,51                      |
|                            | Laburista                                   | Duncan Townson             | 6 219                      | 13,35                      |
|                            | Lib Dem                                     | Helena Bongard             | 2 158                      | 4,63                       |
|                            |                                             |                            |                            |                            |
| Iscritti                   | Iscritti                                    | Iscritti                   | 71 970                     | 100,00                     |
| ↳ Votanti (% su iscritti)  | ↳ Votanti (% su iscritti)                   | ↳ Votanti (% su iscritti)  | 46 592                     | 64,74                      |
| ↳ Astenuti (% su iscritti) | ↳ Astenuti (% su iscritti)                  | ↳ Astenuti (% su iscritti) | 25 378                     | 35,26                      |
|                            |                                             |                            |                            |                            |
|                            | Esito: collegio passa da Conservatore a SNP |                            |                            |                            |

| Partito                    | Partito                                     | Candidato                  | Risultati 8 giugno 2017 | Risultati 8 giugno 2017 |
| Partito                    | Partito                                     | Candidato                  | Voti                    | %                       |
| -------------------------- | ------------------------------------------- | -------------------------- | ----------------------- | ----------------------- |
|                            | Conservatore                                | Bill Grant                 | 18 550                  | 40,13                   |
|                            | SNP                                         | Corri Wilson               | 15 779                  | 34,14                   |
|                            | Laburista                                   | Carol Mochan               | 11 024                  | 23,85                   |
|                            | Lib Dem                                     | Callum Leslie              | 872                     | 1,89                    |
|                            |                                             |                            |                         |                         |
| Iscritti                   | Iscritti                                    | Iscritti                   | 71 334                  | 100,00                  |
| ↳ Votanti (% su iscritti)  | ↳ Votanti (% su iscritti)                   | ↳ Votanti (% su iscritti)  | 46 296                  | 64,90                   |
| ↳ Astenuti (% su iscritti) | ↳ Astenuti (% su iscritti)                  | ↳ Astenuti (% su iscritti) | 25 038                  | 35,10                   |
|                            |                                             |                            |                         |                         |
|                            | Esito: collegio passa da SNP a Conservatore |                            |                         |                         |

| Partito                    | Partito                                  | Candidato                  | Risultati 7 maggio 2015 | Risultati 7 maggio 2015 |
| Partito                    | Partito                                  | Candidato                  | Voti                    | %                       |
| -------------------------- | ---------------------------------------- | -------------------------- | ----------------------- | ----------------------- |
|                            | SNP                                      | Corri Wilson               | 25 492                  | 48,83                   |
|                            | Laburista                                | Sandra Osborne             | 14 227                  | 27,25                   |
|                            | Conservatore                             | Lee Lyons                  | 10 355                  | 19,83                   |
|                            | UKIP                                     | Joseph Adam-Smith          | 1 280                   | 2,45                    |
|                            | Lib Dem                                  | Richard Brodie             | 855                     | 1,64                    |
|                            |                                          |                            |                         |                         |
| Iscritti                   | Iscritti                                 | Iscritti                   | 73 019                  | 100,00                  |
| ↳ Votanti (% su iscritti)  | ↳ Votanti (% su iscritti)                | ↳ Votanti (% su iscritti)  | 52 209                  | 71,50                   |
| ↳ Astenuti (% su iscritti) | ↳ Astenuti (% su iscritti)               | ↳ Astenuti (% su iscritti) | 20 810                  | 28,50                   |
|                            |                                          |                            |                         |                         |
|                            | Esito: collegio passa da Laburista a SNP |                            |                         |                         |

| Partito                    | Partito                                | Candidato                  | Risultati 6 maggio 2010 | Risultati 6 maggio 2010 |
| Partito                    | Partito                                | Candidato                  | Voti                    | %                       |
| -------------------------- | -------------------------------------- | -------------------------- | ----------------------- | ----------------------- |
|                            | Laburista                              | Sandra Osborne             | 21 632                  | 47,14                   |
|                            | Conservatore                           | William Grant              | 11 721                  | 25,54                   |
|                            | SNP                                    | Chic Brodie                | 8 276                   | 18,03                   |
|                            | Lib Dem                                | James Taylor               | 4 264                   | 9,29                    |
|                            |                                        |                            |                         |                         |
| Iscritti                   | Iscritti                               | Iscritti                   | 73 311                  | 100,00                  |
| ↳ Votanti (% su iscritti)  | ↳ Votanti (% su iscritti)              | ↳ Votanti (% su iscritti)  | 45 893                  | 62,60                   |
| ↳ Astenuti (% su iscritti) | ↳ Astenuti (% su iscritti)             | ↳ Astenuti (% su iscritti) | 27 418                  | 37,40                   |
|                            |                                        |                            |                         |                         |
|                            | Esito: collegio confermato a Laburista |                            |                         |                         |

### Elezioni negli anni 2000
| Partito                    | Partito                                      | Candidato                  | Risultati 5 maggio 2005 | Risultati 5 maggio 2005 |
| Partito                    | Partito                                      | Candidato                  | Voti                    | %                       |
| -------------------------- | -------------------------------------------- | -------------------------- | ----------------------- | ----------------------- |
|                            | Laburista                                    | Sandra Osborne             | 20 433                  | 45,36                   |
|                            | Conservatore                                 | Mark Jones                 | 10 436                  | 23,17                   |
|                            | Lib Dem                                      | Colin Waugh                | 6 341                   | 14,08                   |
|                            | SNP                                          | Chic Brodie                | 5 932                   | 13,17                   |
|                            | Scottish Senior Citizens                     | Donald Sharp               | 592                     | 1,31                    |
|                            | Socialista                                   | Murray Steele              | 554                     | 1,23                    |
|                            | Laburista Socialista                         | James McDaid               | 395                     | 0,88                    |
|                            | UKIP                                         | Bryan McCormack            | 365                     | 0,81                    |
|                            |                                              |                            |                         |                         |
| Iscritti                   | Iscritti                                     | Iscritti                   | 73 487                  | 100,00                  |
| ↳ Votanti (% su iscritti)  | ↳ Votanti (% su iscritti)                    | ↳ Votanti (% su iscritti)  | 45 048                  | 61,30                   |
| ↳ Astenuti (% su iscritti) | ↳ Astenuti (% su iscritti)                   | ↳ Astenuti (% su iscritti) | 28 439                  | 38,70                   |
|                            |                                              |                            |                         |                         |
|                            | Esito: collegio a Laburista (nuovo collegio) |                            |                         |                         |

## Risultati dei referendum

### Referendum sulla permanenza del Regno Unito nell'Unione europea del 2016
|        | Collegio                 | Lasciare UE % | Rimanere in UE % |
| ------ | ------------------------ | ------------- | ---------------- |
|        | Ayr, Carrick and Cumnock | 42,9%         | 57,1%            |
| Scozia | 38,0%                    | 62,0%         |                  |
|        | Regno Unito              | 51,9%         | 48,1%            |